# Colin Coosemans
Artykuł ten został zgłoszony do umieszczenia na stronie głównej w rubryce „Czy wiesz”.
Pomóż nam go sprawdzić: oceń zgłoszoną nominację.
Colin Maurice Coosemans (ur. 3 sierpnia 1992 w Gandawie) – belgijski piłkarz grający na pozycji bramkarza w klubie RSC Anderlecht.

## Kariera juniorska
Coosemans grał jako junior w FC Tenstar Melle VZW (1997–1998), VSV Gent (1998–2000) i Club Brugge (2000–2010).

## Kariera seniorska

### Club Brugge
Coosemans zadebiutował w pierwszej drużynie Club Brugge 30 września 2010 w meczu Ligi Europy z Villarreal CF (1:2). Pierwsze czyste konto zachował 26 grudnia 2010 w wygranym 2:0 spotkaniu przeciwko KAA Gent. W sezonie 2011/2012 zdobył z nimi wicemistrzostwo Belgii. Łącznie rozegrał dla nich 43 mecze i zachował 17 czystych kont.

### SK Beveren
Coosemans został wypożyczony do SK Beveren 1 lipca 2012. Debiut w dla tego klubu zaliczył 31 października 2012 w przegranym 0:2 spotkaniu przeciwko KSC Lokeren. Pierwsze czyste konto zachował 10 listopada 2012 w meczu z Royal Charleroi (0:0). Został wykupiony przez klub przed sezonem 2013/2014. Ostatecznie w ich barwach wystąpił 80 razy, zachowując 23 czyste konta.

### KV Mechelen
Coosemans przeszedł do KV Mechelen 1 lipca 2015. Debiut w ich barwach zaliczył 30 października 2016 w wygranym 2:0 spotkaniu przeciwko KAA Gent. 30 września 2017 w starciu z Royal Excel Mouscron (2:2) zaliczył asystę. 19 maja 2017 w starciu z Sint-Truidense VV (0:7) był kapitanem swojej drużyny. Łącznie rozegrał dla nich 62 mecze i zachował 6 czystych kont.

### KAA Gent
Coosemans przeniósł się do KAA Gent 1 lipca 2018. Debiut dla tego klubu zaliczył 27 lipca 2018 w przegranym 3:2 spotkaniu przeciwko Standardowi Liège. Pierwsze czyste konto zachował 9 sierpnia 2018 w meczu eliminacji do Ligi Europy z Jagiellonią Białystok (1:0). W sezonie 2019/2020 zdobył z nimi wicemistrzostwo Belgii. W sezonie 2018/2019 dotarł z nimi do finału Pucharu Belgii, w którym KAA Gent poniósł porażkę. Ostatecznie w ich barwach wystąpił 6 razy i zachował 3 czyste konta.

### RSC Anderlecht
Coosemans trafił do RSC Anderlecht 1 lipca 2021. Zadebiutował u nich 24 kwietnia 2024 w meczu z Cercle Brugge (3:0), zachowując wtedy też swoje pierwsze czyste konto. W sezonach 2021/2022 i 2023/2024 zajął z nimi 3. miejsce w lidze. W sezonach 2021/2022 i 2024/2025 dotarł z nimi do finału Pucharu Belgii, w obu przypadkach RSC Anderlecht poniósł porażkę.

### RSCA Futures
Coosemans zadebiutował w RSCA Futures (młodzieżowej drużynie RSC Anderlecht grającej w Eerste klasse B) 23 września 2023 w meczu z RFC Seraing (1:1). Pierwsze czyste konto zachował 21 października 2023 w wygranym 3:0 spotkaniu przeciwko rezerwom Standardu Liège. Łącznie rozegrał dla nich 11 meczów, zachował 4 czyste konta.

## Kariera reprezentacyjna

### Młodzieżowe reprezentacje Belgii
W latach 2010–2011 Coosemans zaliczył 4 występy w reprezentacji Belgii U-19. W 2012 rozegrał swój jedyny mecz w kadrze Belgi U-20. W latach 2011–2014 10 razy zagrał w reprezentacji Belgii U-21.

## Statystyki

### Klubowe
(aktualne na dzień 17 lipca 2025)
| Klub               | Sezon              | Liga               | Liga  | Liga   | Puchar kraju | Puchar kraju | Europa | Europa | Suma  | Suma   |
| Klub               | Sezon              | Liga               | Mecze | Bramki | Mecze        | Bramki       | Mecze  | Bramki | Mecze | Bramki |
| ------------------ | ------------------ | ------------------ | ----- | ------ | ------------ | ------------ | ------ | ------ | ----- | ------ |
| Club Brugge        | 2010/11            | Eerste klasse      | 19    | 0      | 1            | 0            | 1      | 0      | 21    | 0      |
| Club Brugge        | 2011/12            | Eerste klasse      | 13    | 0      | 2            | 0            | 7      | 0      | 22    | 0      |
| Club Brugge        | Ogólnie            | Ogólnie            | 17    | 0      | 3            | 0            | 8      | 0      | 43    | 0      |
| SK Beveren         | 2012/13            | Eerste klasse      | 24    | 0      | 1            | 0            | –      | –      | 25    | 0      |
| SK Beveren         | 2013/14            | Eerste klasse      | 33    | 0      | 0            | 0            | –      | –      | 33    | 0      |
| SK Beveren         | 2014/15            | Eerste klasse      | 22    | 0      | 0            | 0            | –      | –      | 22    | 0      |
| SK Beveren         | Ogólnie            | Ogólnie            | 79    | 0      | 1            | 0            | 0      | 0      | 80    | 0      |
| KV Mechelen        | 2015/16            | Eerste klasse      | 0     | 0      | 0            | 0            | –      | –      | 0     | 0      |
| KV Mechelen        | 2016/17            | Eerste klasse      | 28    | 0      | 2            | 0            | –      | –      | 30    | 0      |
| KV Mechelen        | 2017/18            | Eerste klasse      | 30    | 0      | 2            | 0            | –      | –      | 32    | 0      |
| KV Mechelen        | Ogólnie            | Ogólnie            | 58    | 0      | 4            | 0            | 0      | 0      | 62    | 0      |
| KAA Gent           | 2018/19            | Eerste klasse      | 2     | 0      | 0            | 0            | 1      | 0      | 3     | 0      |
| KAA Gent           | 2019/20            | Eerste klasse      | 1     | 0      | 1            | 0            | 0      | 0      | 2     | 0      |
| KAA Gent           | 2020/21            | Eerste klasse      | 0     | 0      | 0            | 0            | 1      | 0      | 1     | 0      |
| KAA Gent           | Ogólnie            | Ogólnie            | 3     | 0      | 1            | 0            | 2      | 0      | 6     | 0      |
| RSC Anderlecht     | 2021/22            | Eerste klasse      | 0     | 0      | 0            | 0            | 0      | 0      | 0     | 0      |
| RSC Anderlecht     | 2022/23            | Eerste klasse      | 0     | 0      | 0            | 0            | 0      | 0      | 0     | 0      |
| RSC Anderlecht     | 2023/24            | Eerste klasse      | 3     | 0      | 0            | 0            | 0      | 0      | 3     | 0      |
| RSC Anderlecht     | 2024/25            | Eerste klasse      | 38    | 0      | 5            | 0            | 11     | 0      | 54    | 0      |
| RSC Anderlecht     | 2025/26            | Eerste klasse      | 0     | 0      | 0            | 0            | 0      | 0      | 0     | 0      |
| RSC Anderlecht     | Ogólnie            | Ogólnie            | 46    | 0      | 3            | 0            | 11     | 0      | 57    | 0      |
| RSCA Futures       | 2023/24            | Eerste klasse B    | 11    | 0      | 0            | 0            | –      | –      | 11    | 0      |
| RSCA Futures       | Ogólnie            | Ogólnie            | 11    | 0      | 0            | 0            | 0      | 0      | 11    | 0      |
| Ogólnie w karierze | Ogólnie w karierze | Ogólnie w karierze | 224   | 0      | 12           | 0            | 21     | 0      | 257   | 0      |

### Reprezentacyjne
(aktualne na dzień 17 lipca 2025)
| Reprezentacja      | Rok                | Mecze | Bramki |
| ------------------ | ------------------ | ----- | ------ |
| Belgia U-19        | 2010               | 1     | 0      |
| Belgia U-19        | 2011               | 3     | 0      |
| Ogólnie            | Ogólnie            | 4     | 0      |
| Belgia U-20        | 2012               | 1     | 0      |
| Ogólnie            | Ogólnie            | 1     | 0      |
| Belgia U-21        | 2011               | 4     | 0      |
| Belgia U-21        | 2013               | 5     | 0      |
| Belgia U-21        | 2014               | 1     | 0      |
| Ogólnie            | Ogólnie            | 10    | 0      |
| Ogólnie w karierze | Ogólnie w karierze | 15    | 0      |